# II. Boleszláv lengyel király
II. Boleszláv, más néven Merész Boleszláv (lengyelül: Bolesław Śmiały), Jólelkű Boleszláv (lengyelül: Bolesław Szczodry), Kegyetlen Boleszláv (lengyelül: Bolesław Okrutny), (1039 – 1081. március 22.), 1058 és 1076 között lengyel herceg, 1076 és 1079 között Lengyelország királya. Erélyes fejedelem volt, aki a nagyratörő és dacos nemesekkel és a főpapsággal gyakran viszályban élt. Hogy hatalmát növelje, sokat avatkozott a szomszéd országok (Cseh- és Oroszország) trónviszályaiba.

## Élete
Megújító Kázmér és Maria Dobroniega elsőszülött fiaként született. Édesanyja I. Vlagyimir kijevi nagyfejedelemnek volt a leánya.
Boleszláv 1058-ban lépett trónra. Fő célja és egyben programja az volt, hogy visszatartsa a német expanziót és erősítse a lengyel államot aktív külpolitikával. Ezeknek a céloknak a megvalósítása érdekében Boleszláv arra törekedett, hogy a Kijevi Rusz és Magyarország baráti uralkodóinak trónját segítsen biztosítani, így nem egyszer fegyveresen kellett beavatkoznia ezekben az országokban.
Amikor Béla herceg három fiával féltékeny bátyja, I. András király elől Boleszláv udvarába menekült, ő segédhaddal küldte vissza őket Magyarországra 1059-ben. E sereggel nyerte meg Béla herceg a döntő ütközetet. Később, 1063-ban Béla fiai: Géza, László és Lambert mint földönfutók a lengyel udvarba érkeztek. Boleszláv maga kísérte vissza őket hazájukba, amire aztán Salamon király az ország harmad részét átengedte nekik.
Ellenben megtagadta, hogy fizesse azt a sarcot Sziléziáért, amelyre a csehek kötelezték még édesapját.
Beavatkozott az oroszországi harcokba is 1069-ben, hogy rokonát, Izjaszlávot a kijevi trónra ültesse.
Ezenközben támogatta VII. Gergely pápát a német-római császárság elleni küzdelmében, az egyház iránti elkötelezettségét mutatva. A köszönet nem maradt el, ugyanis Boleszlávot 1076-ban pápai követek jelenlétében ismerték el lengyel királynak.
Második, 1077-es kijevi beavatkozásának katasztrofális következményei voltak: a legenda szerint a több évig tartó hadjárat alatt a lengyel lovagok otthon hagyott feleségei a jószágigazgatókkal megcsalták férjeiket. A lovagok elhatározták, hogy a király engedélye nélkül hazatérnek. A felbőszült királynak a hadjárat győztes befejezése nélkül kellett elvonulnia, de megfogadta, hogy bosszút áll a lovagokon és hűtlen feleségeiken. A legenda szerint a szörnyű büntetés (kutyákat vagy farkasokat uszított rájuk) a krakkói püspök, Szent Szaniszló kritikáját vonta maga után. A történészek és kutatók azonban azt állítják, hogy a püspök összeesküvést szőtt az erős királyi hatalom ellen. A püspök nyilvánvalóan közeli kapcsolata az ellenzéki körökkel, akik a feudális széthúzás pártján voltak, okozta az árulás miatti szigorú büntetést. Szaniszlót felségárulással vádolták meg és 1079. április 11-én a király kivégeztette.
A püspök halála után belső lázadás tört ki, amelynek pontos oka nem ismert. VII. Gergely pápa átokkal sújtotta Boleszlávot, és alattvalóit feloldotta hűségesküjük alól. Boleszláv egy évig dacolt a papsággal, de az élete ellen szőtt összeesküvés elől kénytelen volt országából elmenekülni. Sehol biztosabb menedékhelyet nem találhatott, mint Magyarországon. Itt Gallus Anonymus szerint, amikor a magyar királlyal találkozott, az le sem szállt a lóról. (ez fennsőbbséget, megvetést jelentett). Más változat szerint Szent László királyunk őt is, fiát, Mieszkot is barátságosan fogadta és a további üldözéseknek véget vetett.

## Halála
Boleszláv Magyarországra érkezése után nem sokkal rejtélyes körülmények között elhunyt. Az egykorúak hol búbánatot, hol vadászaton történt szerencsétlenséget említenek halála okaként; némelyek gyilkosságról is szólnak. Több száz évvel később az a monda kapott lábra, hogy a volt király Karintiába menekült, ahol az osziachi kolostorban mint bűnbánó szerzetes végezte életét. Látható ott egy sír az alábbi felirattal: Boleslaus Poloniae occisor sancri Stanislaviae Cracoviensis (Boleszláv Lengyelországból, a krakkói püspök, Stanisław gyilkosa). 1960-ban megvizsgálták a sírt, melyben egy férfi csontjait találták lovagi fegyverzettel és lengyel eredetű ékszereket a XI. századból. Másrészt népszerűségnek örvend az a hipotézis, hogy a király holttestét 1086-ban a tynieci apátságba vitték. Van olyan változat, amely szerint a tiroli Wiltenben halt meg.
A trónon öccse, I. Ulászló Herman követte. II. Boleszlávot az egyik legtehetségesebb Piast uralkodónak tartják.

## Családfa
| 4. II. Mieszko Lambert †1034               |  |                          |  |  |                                                   |
|                                            |  | 2. I. Kázmér †1058       |  |  |                                                   |
| 5. Lotaringiai Richeza †1063               |  |                          |  |  |                                                   |
|                                            |  |                          |  |  | 1. Merész Boleszláv †1081. április 2-án vagy 3-án |
| 6. I. Vlagyimir kijevi nagyfejedelem †1015 |  |                          |  |  |                                                   |
|                                            |  | 3. Dobronega Maria †1087 |  |  |                                                   |
| 7. ismeretlen †1018 után                   |  |                          |  |  |                                                   |
|                                            |  |                          |  |  |                                                   |

- Felesége:
  - Nem ismert neve és származása. Feltételezik, hogy Wyszesława Światosławówna volt.
- Utóda:
  - Mieszko